# 長谷川周重
長谷川周重（はせがわ のりしげ、 1907年8月8日 - 1998年1月3日）は、日本の実業家。元住友化学会長・社長。

## 人物・略歴
石川県金沢市出身。東京府立一中、一高を経て、1931年に東京帝国大学法学部政治学科卒業。住友合資入社。その後住友化学へ移り、常務取締役時代に技術導入、逐次展開方式を採用した。1965年、住友化学社長に就任し、以後会長・相談役を務める。
1974年、経団連副会長、日経連理事に就いた。1981年、日本経済協議会会長、日米中西部会代表世話人となる。日本ギリシャ協会会長として、1988年にギリシャの外国人最高勲章であるグランド・コマンダー・オブ・ジ・オーダー・オブ・オーナー受賞を受賞する。1989年には世界経営協議会会長、名誉会長に選ばれ、藍綬褒章、フェニックス賞、勲一等瑞宝章を受ける。1984年9月から1993年9月にかけて財団法人交流協会会長に。1978年から1992年まで日比谷高校如蘭会会長など。
妻は安宅弥吉（安宅産業及び甲南女子学園創設者）の娘で、1925年・1926年の全日本テニス選手権女子ダブルス優勝者になったテニス選手の安宅登美子である。
清水一行の「小説 財界」で描かれた住友の飛車角、住友化学・長谷川と住友金属・日向方斉との大阪商工会議所会頭争いが知られている。

### 酒田戦争
長谷川と日向の争いは大阪商工会議所会頭の座を巡る争い以前には、住友グループ内に住友化学系の住友アルミニウム製錬（住友アルミ）があるにもかかわらず、住金・日向会長が、住金系子会社の住友軽金属工業に住軽アルミを作らせ、山形県酒田市の酒田港に工場を開設した事で表面化した「酒田戦争」と呼ばれる両者間の激しい争いに端を発する。この争いは、「住友の法王」と称された堀田庄三や、時の田中角栄通産大臣の介入を招いたが、当初、長谷川は福田赳夫と親しかったため、日向は「角栄の刎頚の友」であった同郷の山梨出身の小佐野賢治の線から田中角栄の介入を依頼。堀田は角栄を無視し、後継首相最有力候補であった福田と長谷川についたため、田中は住友のライバル三和銀行系の国際興業を率いていた小佐野を引き込み積極的に介入し堀田を敵視した。のち角福戦争にて田中角栄が勝利し総理大臣の座を射止め、さらに、この争いは酒田工場が休止することで一件落着したが、この件で「住友の法王」である堀田庄三の権威は失墜し、表舞台からの退場を決定的にしたといわれている。

### 大阪商工会議所会頭争い
大阪商工会議所会頭の椅子を巡る争いは、その前には小田原大造久保田鉄工社長と土井正治住友化学社長との間で、大企業の利益代表・キタ、中小企業の利益代表・ミナミを双方担った「第1次南北戦争」として争われた経緯はあったが、それとの対比で、実質的に長谷川と日向との住友系内部のライバル関係を反映したこの争いは「第2次南北戦争」と呼ばれた。長谷川は作中・小早川として、野武士的な日向に対して「公家」として描かれた。事の経緯は、大阪商工会議所会頭の5選を目指す佐伯勇に対して経団連副会長として東京で活躍していた長谷川が公然と異を唱え出馬したが、住友グループの日向は佐伯支持に回った。住友グループの長老らは長谷川の説得に回ったが、長谷川の意志は固く、また芦原義重（元・関西電力社長）が支持に回った。長谷川・日向両者とも住友合資の同期であり、常にライバル関係にあったこと、住友の関西財界における寡占が背景にあった。結局、新会頭には古川進（大和銀行会長）が就いた。